# Гармоніка (інструмент)

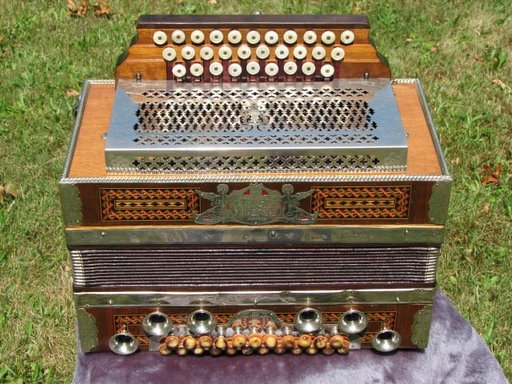
Гармоніка. 1931

Гармоніка (нім. Harmonikainstrument) — «гармоніка», «гармонія», «гармошка», «гармонь» прийшли разом з німецькою назвою цього інструмента Harmonika і походять від грецького слова — співзвучний, стрункий.
Гармоніка  — це загальноприйнята назва язичкових клавішно-пневматичних інструментів, що належать до групи вільних аерофонів, тобто таких, в яких повітря, що коливається, не обмежене корпусом інструмента. До таких належать — «Акордеон» К. Деміана, бандонеон, концертина та ін. Такого типу інструменти з'являються в музичному побуті України у XIX ст.

## Історія винаходу
Свій родовід гармоніка веде від багатоствольних флейт з язичком, що вільно коливається під тиском рухомого потоку повітря. Вже 3000 років до н. е. такий інструмент «сіао» був у народів Південної Азії, а в Китаї понад 2500 років до н. е. був знаний «шен». Одним із різновидів такого інструмента є волинка.
Прототипом відомої нам гармоніки був інструмент, сконструйований у 1822 р. в Берліні німецьким майстром Ф. Бушманом. Будучи сином настроювача фортепіано, 17-річний юнак вирішив зробити для власного користування універсальний пневматичний камертон, настроєний на кожен звук хроматичної гами. Спочатку в нього вийшов інструмент, подібний до губної гармоніки з п'ятнадцятьма голосниками. Потім майстер застосував міх для нагнітання повітря, розташувавши на одній з його кришок гриф з металевими язичками, на які крізь отвори потрапляло повітря з міха, а на другій — ручку, за яку майстер розтягував міх. Інструмент цей був схожий на розкриту книгу, і на ньому можна було виконати нескладну мелодію.
У 1829 р. віденський майстер К. Деміан удосконалив конструкцію Ф. Бушмана, створивши інструмент з двома частинами корпусу, з'єднаними одним міхом: спочатку з однією клавіатурою, а потім — з двома, по п'ять клавіш на кожній. На правій клавіатурі виконувалась мелодія, а на лівій музикант видобував акорди для акомпанементу, від чого інструмент цей було названо акордеоном. Автор швидко запатентував інструмент і налагодив його виробництво в багатьох країнах Європи.
У 1830 р. тульський зброяр І. Сизов, вивчивши німецький зразок, почав виготовляти свої гармоніки, і згодом їх виробництво перекинулось в інші міста Росії. У кожному місті — власна конструкція та стрій.
Ініціатором створення хроматичної гармоніки в Росії став музикант М. Бєлобородов, а реалізував цю ідею майстер Л. Чулков, сконструювавши у 1878 р. дворядну клавішну гармоніку, що мала 23 клавіші на правій клавіатурі: у першому ряду 12 основних тонів, у другому — 11 півтонів. Ліва клавіатура мала три баси, а також три мажорних і два мінорних акорди. Гармоніка була триголосною: два голоси настроєні в унісон, один — октавою нижче. Як і попередні зразки, цей інструмент при натискуванні однієї клавіші на стиснення і розтягання міха відповідав різними голосами. Такий принцип був властивий багатьом гармонікам Росії: тульській, саратовській, бологоєвській «венці», «черепашці» та ін.
Пізніше були сконструйовані гармоніки (сибірська, лівенська, єлецька, в'ятська «тальянка», «хромка»), акордеон, баян, висота звука в яких не залежала від стиснення і розтягнення міха. 
Згодом майстри почали вводити регістри з подвоєнням голосів в унісон або в октаву. Збагачувалася поступово і ліва частина корпусу гармоніки: якщо в «черепашках» вона була глухою, то в інших — 2, 4, 6, 8, 16 кнопок для акомпанементу.
Найбільшого поширення отримала гармоніка, в якій у двох рядах клавіш правої руки видобувався діатонічний звукоряд, а басовий акомпанемент — на лівій клавіатурі. І хоча в цьому інструменті на 23—25 голосів припадає всього два—три півтони, його назвали «хромка».
На перших порах гармоніка прийшлася до вподоби переважно людям з невибагливим музичним смаком: інструмент голосно звучить, сам собі акомпанує, не потребує частого налаштування, використовується за будь-яких умов — у хаті, на вулиці, під час ходи, сидячи, стоячи, пританцьовуючи і т. д. Недосконалість конструкції, крикливий характер інструмента, часто вульгарна манера виконання сформували спочатку негативну репутацію гармоніці. Але разом з неймовірно швидким розповсюдженням цей інструмент водночас удосконалювався, облагороджувався його тембр, формувалася школа гри.
У 1928 р. Державний інститут музичної науки в Москві створив спеціальну комісію з дослідження і вдосконалення гармоніки. Член цієї комісії М. І. Шувалов у своїй доповіді зазначав [115, с. 9]: «Я не вважаю необхідним у даному випадку говорити про обов'язкове викладання гри на гармоніці в наших музично-учбових закладах, хоча мені відомі, наприклад, схвальні висновки з цього приводу таких авторитетів, як Римський-Корсаков, Цезар Кюї та ін. Очевидно, вірніше буде керуватись головним призначенням гармоніки — як прекрасного засобу для музичного дозвілля в широкому середовищі трудящих» (переклад наш. — Л. Ч.).

## Виробництво в Україні
Наприкінці XIX — початку XX ст. гармоніки виготовляють і в Україні, зокрема в Харкові та у Волинській губернії. У Харкові фабрика К. Міщенка здійснювала складання гармонік з деталей зарубіжного виробництва.
Український майстер К. Міщенко раніше ніж в Росії починає виготовляти хроматичні гармоніки за системою Мірвальда. Така гармоніка отримає пізніше назву «баян».
Починаючи з 1920-х рр., гармоніка швидко поширюється в міському робітничому, ремісничому і сільському побуті України. У цей час вона набуває особливої популярності в сільській художній самодіяльності як сольний, так і ансамблевий інструмент. На ній акомпанують до співу і танців. 
Під час Другої світової війни гармоніка — це похідний інструмент, якому на солдатському привалі був радий і рядовий, і генерал. 
Після війни в Україні налагоджується серійне виробництво гармонік. Нині їх виготовляє Житомирська фабрика музичних інструментів.
Особливої уваги застосовує історія Кремінської баянної фабрики. Розташована у м. Кремінна Луганської області. Заснована у  1929 році  М. Мозжухіним як майстерня з ремонту гармоній при місцевій артілі інвалідів. 1933 увійшла до складу  меблевого комбінату, а з 1934 року підприємство налагодило виготовлення баянів (марка баянів Кременное (рос.) - чи не найпоширеніша серед учнів музичних студій та шкіл другої половини 20 сторіччя в Україні) .  
Зараз гармоніка як сільський музичний інструмент поширена в усіх областях України. Навіть у Карпатському регіоні, де домінують споконвічні народні інструменти, гармоніка продовжує поширюватися і сьогодні, на що вказують дослідники музичного інструментарію гуцулів, бойків, лемків. Так, Б. Яремко констатує поширення у весільних капелах Гуцульщини гармоніки чеського походження — гелігонки, а також акордеона і баяна [119, с. 56], а І. Мацієвський підкреслює, що гармоніка і баян є в активному побуті українців [63, с. 37].

## Опис і характеристика

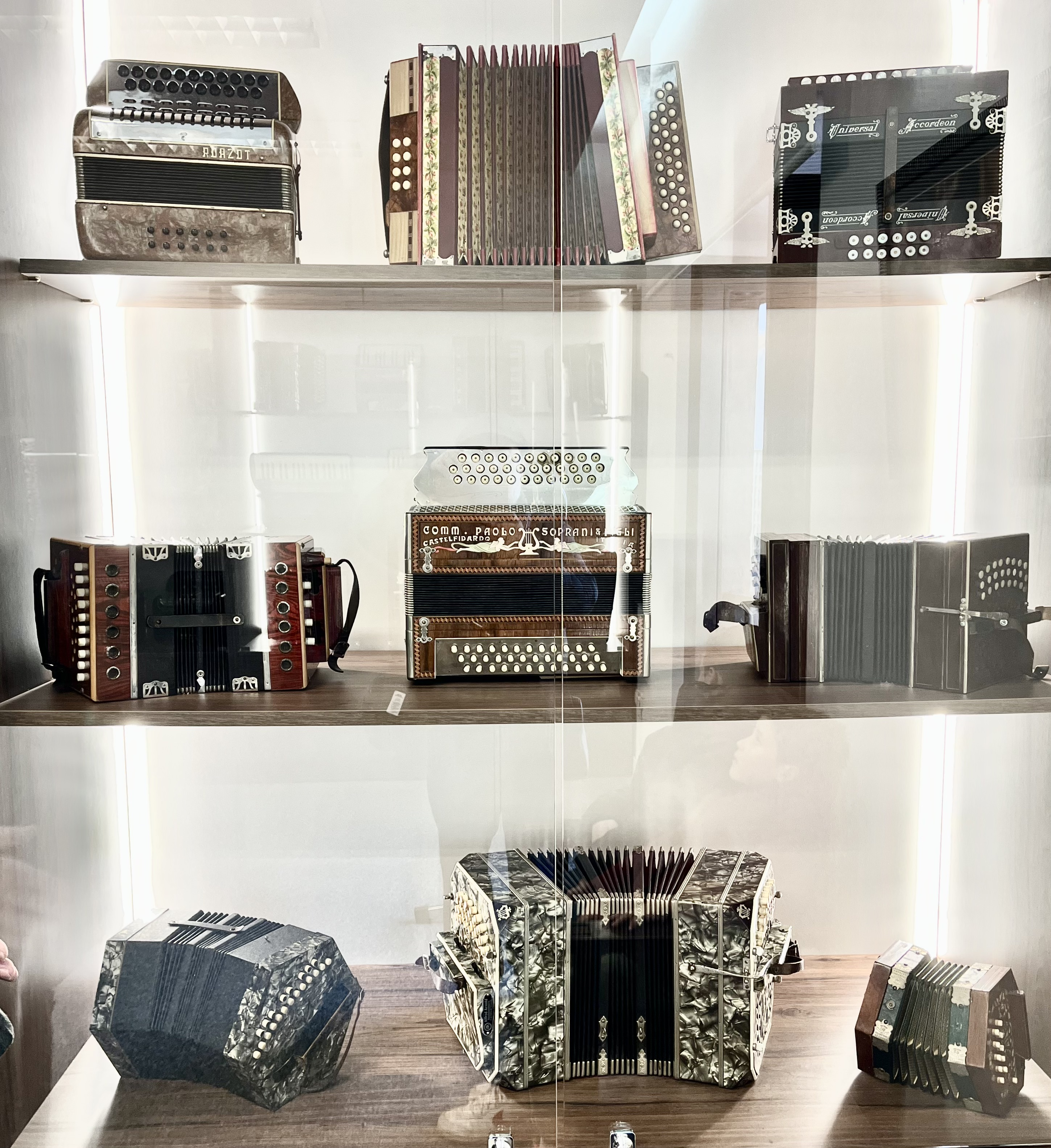
Різномаїття гармонік

Зовні гармоніка складається з двох коробок, які з'єднані міхом. До правої коробки пристосовано гриф з кнопками, на лівій коробці кнопки розташовані безпосередньо на зовнішній передній стінці.
Джерелом звука в гармоніці є язичок. Але якщо в інших шалмеях язичок очеретяний, дерев'яний або пластмасовий, то в гармоніці (як і в баяні) він сталевий у вигляді тонкої пластинки, яка одним своїм кінцем приклепана до дюралевої чи мідної прямокутної планки так, щоб по всій своїй довжині пластинка могла закривати проріз в планці, вільно входячи в неї (проскакуючий язичок). На металевій планці приклепують два голосники — по одному з кожного боку: один працює на стиснення міха, інший — на розтягання. Під час вібрації (звучання) одного голосника інший перекривається шкіряною смужкою (лайкою). Якщо ці попарні голосники настроєні в унісон, то на стиснення і розтягання буде один і той самий звук, що відповідає строю «хромки», баяна, акордеона. В іншому разі це буде гармоніка, в якій звук на стиснення і розтягання різний. У більшості гармонік на кожну ноту настроюють в унісон по два голосники на стиснення і два на розтягання. Якщо майстер хоче зробити гармоніку з голосовим «розливом», то відповідні голосники матимуть відхилення від унісону. Наприклад, якщо звукові ля відповідає 440 коливань язичка в секунду, то для отримання «розливу» один з унісонних язичків настроюють на 438 коливань у секунду, а другий на 442.
Набір планок з голосниками монтують на резонатор, виготовлений з ялини. Цей резонатор поділений на камери, в кожній з яких прикріплено планки з унісонними голосниками. Резонатор підсилює звучання голосників, збагачує їх тембр. Блок резонаторних камер зовні схожий на губну гармоніку. Але якщо в губній гармоніці музикант ротом посилає повітря на голосники, то резонаторні камери монтуються в обидві коробки (півкорпуси), з'єднані міхом так, щоб через спеціальні отвори повітря надходило на язички. Наявна в механиці гармоніки і баяна система клапанів з пружинами дає можливість доступу повітря саме до того голосника, який відповідає натиснутій кнопці (клавіші).
Оскільки від кількості коливань язичка в секунду залежить висота звука, то для високих звуків виготовляють тонкі голосники, а для низьких — товстіші.
Міх гармоніки клеять з картону, покриваючи зверху тонкою, але міцною тканиною. Гармоніка має один довгий ремінь, що перекидається через праве плече, утримуючи інструмент, і один короткий — на кришці лівого півкорпусу, за допомогою якого гармоніст розтягує міх.
Найпоширенішими в Україні є гармоніки «хромки». Житомирська фабрика музичних інструментів виготовляє їх у модифікаціях 23x12 і 25x25. Перше число вказує кількість кнопок на правій клавіатурі, друге — на лівій.
Звукоряд гармоніки діатонічний. Гармоніка 25x25 має на правій клавіатурі діапазон три октави з винесеними вгору трьома півтонами. На лівій клавіатурі — акомпанемент, що складається з основних басів і мажорних та мінорних тризвуків, утворених від найбільш стійких звуків тональності інструмента.
Гармоніка — мелодичний інструмент, що має хороші можливості для регулювання динамічних відтінків, нюансировки, виконання різних мелізмів, гри двоголоссям, а часом є можливість підключати третій голос, видобуваючи нескладні акорди.